# Семюел Крамер
Се́мюел Кра́мер (альтернативний напис Семюел Ной Крамер, Сімха Ной Крамер, англ. Samuel Noah Kramer; 28 липня 1897, Жашків — 26 листопада 1990, Філадельфія, США) — сходознавець, один з провідних шумерологів світу.

## Біографія
Семюел Крамер народився 28 вересня 1897 року у містечку Жашкові Київської губернії (зараз Черкаської області) у єврейській родині. У 1905 році родина Крамерів, рятуючись від чорносотенних погромів у царювання Миколи II, емігрувала в США. Семюел Крамер з дитинства навчався їдишу та івриту, а також біблейським легендам.
У США Крамер спочатку обрав кар'єру вчителя, закінчив Школу педагогіки в Філадельфії, але захопився філософією та літературою. Намагався писати художні твори. Потім Крамер намагався займатися підприємницькою діяльністю, знову без задоволення для себе, у віці 30 років захопився сходознавством. Семюел Крамер вступив до Східного відділення університету Пенсильванії, де вивчав єгиптологію та асиріологію. У 1930 році захистив дисертацію з аккадського дієслова, і, нарешті, зупинився на шумерології. У тому ж році брав участь у розкопках в Іраці. Після повернення з Близького Сходу у 1932 році брав участь у створенні ассирійського словника.
Семюел Крамер став експертом зі стародавніх шумерських текстів, йому вдалося зібрати та перекласти з шумерської мови багато пам'ятників шумерської літератури. Семюел Крамер опублікував понад 250 праць, до своєї смерті вважався провідним шумерологом у світі, у вченого була чудова наукова інтуїція, підкріплена глибокими знаннями. Семюел Крамер вніс величезний внесок до шумерології, популяризував шумерську літературу, зробив її доступною для масового читача. Відомий його переклад одного з перших в історії законодавчих збірників — законів Ур-Намму. Він також детально вивчав шумеро-аккадський епос та доводив прогресивність реформ Уруїнімгіни.
Семюел Крамер підтримував тісні зв'язки з іноземними, у тому числі радянськими, ассиріологами. У 1957 році він відвідував СРСР, щоб транслітерувати дві шумерські елегії з унікальної глиняної таблички, що зберігалась у Пушкінському музеї в Москві, зустрічався з провідними радянськими сходознавцями В. В. Струве, І. М. Дьяконовим та їх учнями.
Семюел Крамер вийшов на пенсію у 1968 році, але продовжував активно займатися дослідженням шумерської історії. Він помер у 1990 році в США.

## Публікації С. Крамера
- Kramer S. N. Sumerian Mythology. — «Memoirs of the American Philosophical Society», № XXI. Philadelphia, 1944.
- Kramer S. N. Sumerian Myths and Epic Tales. — «Ancient Near Eastern Texts» (Ed. J. Pritchard). Princeton, 1957.
- Kramer S. N. The Sacred Marriage Rite. London, 1969.
- Крамер С. Н. История начинается в Шумере / пер. с англ. — М.: Наука, 1965.

## Вшанування пам'яті
У місті Черкаси є вулиця Семюеля Крамера.